# Residência de vida sóbria
Residência de vida sóbria, também chamadas de residências sóbrias e ambientes de vida sóbrios, em inglês sober living houses, são instalações que oferecem moradia segura e condições de vida estruturadas e de apoio para pessoas que saem de programas de reabilitação de drogas. Essas residências servem como um ambiente de transição entre esses programas e a integração social plena. Muitos desses espaços aceitam pessoas que estão se recuperando de transtornos por uso de substâncias, mas que não concluíram recentemente um programa de reabilitação.
Residências desse tipo são especialmente usuais nos Estados Unidos, onde existe até um modelo de certificação. Não se sabe ao certo o número desse tipo de espaço nos EUA.
O termo vida sóbria é também usado para descrever práticas sociais com aversão ao uso de drogas e anticonsumismo.